# Вимикач навантаження

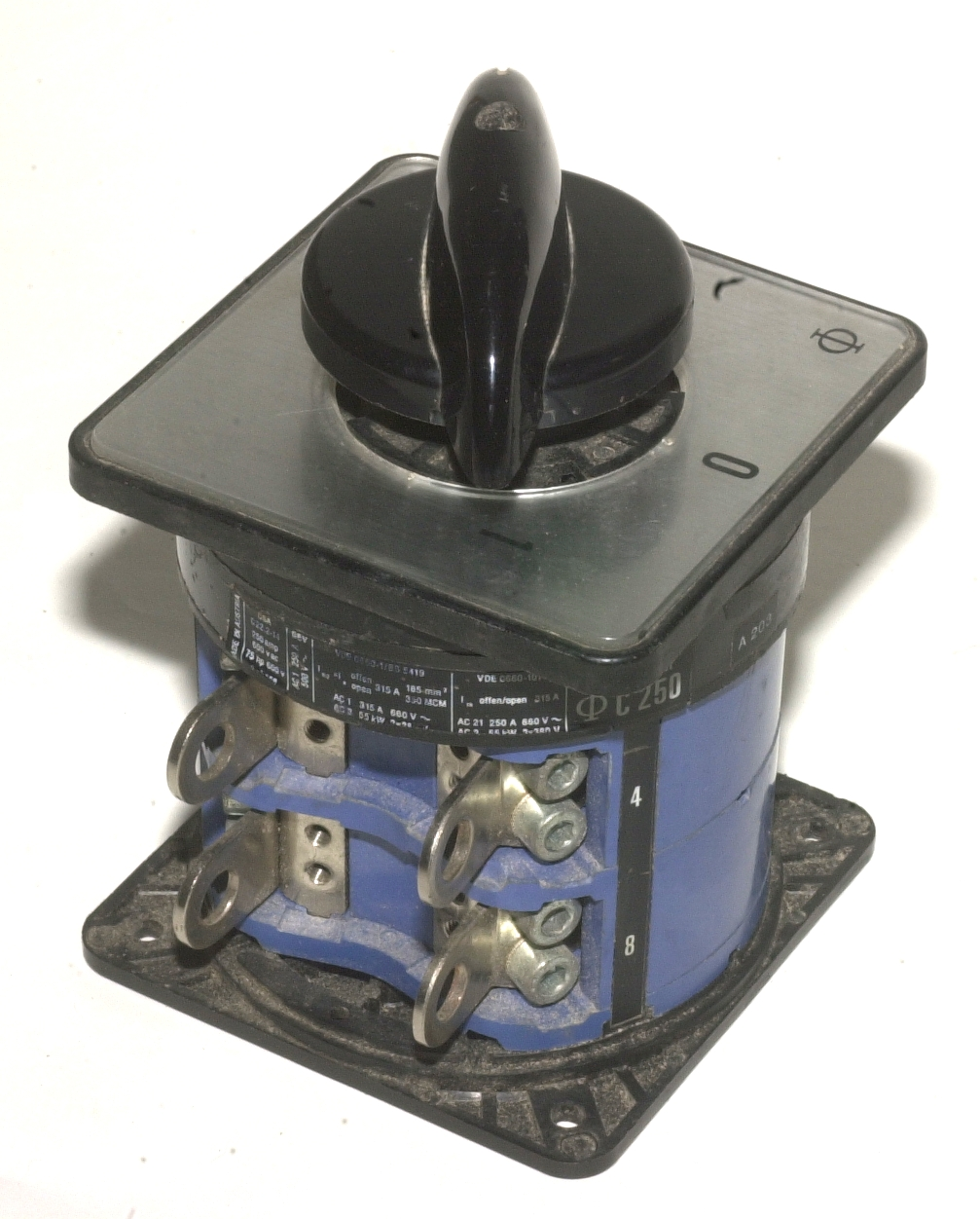
Поворотний вимикач для струмів до 315 А при змінній напрузі до 600 В

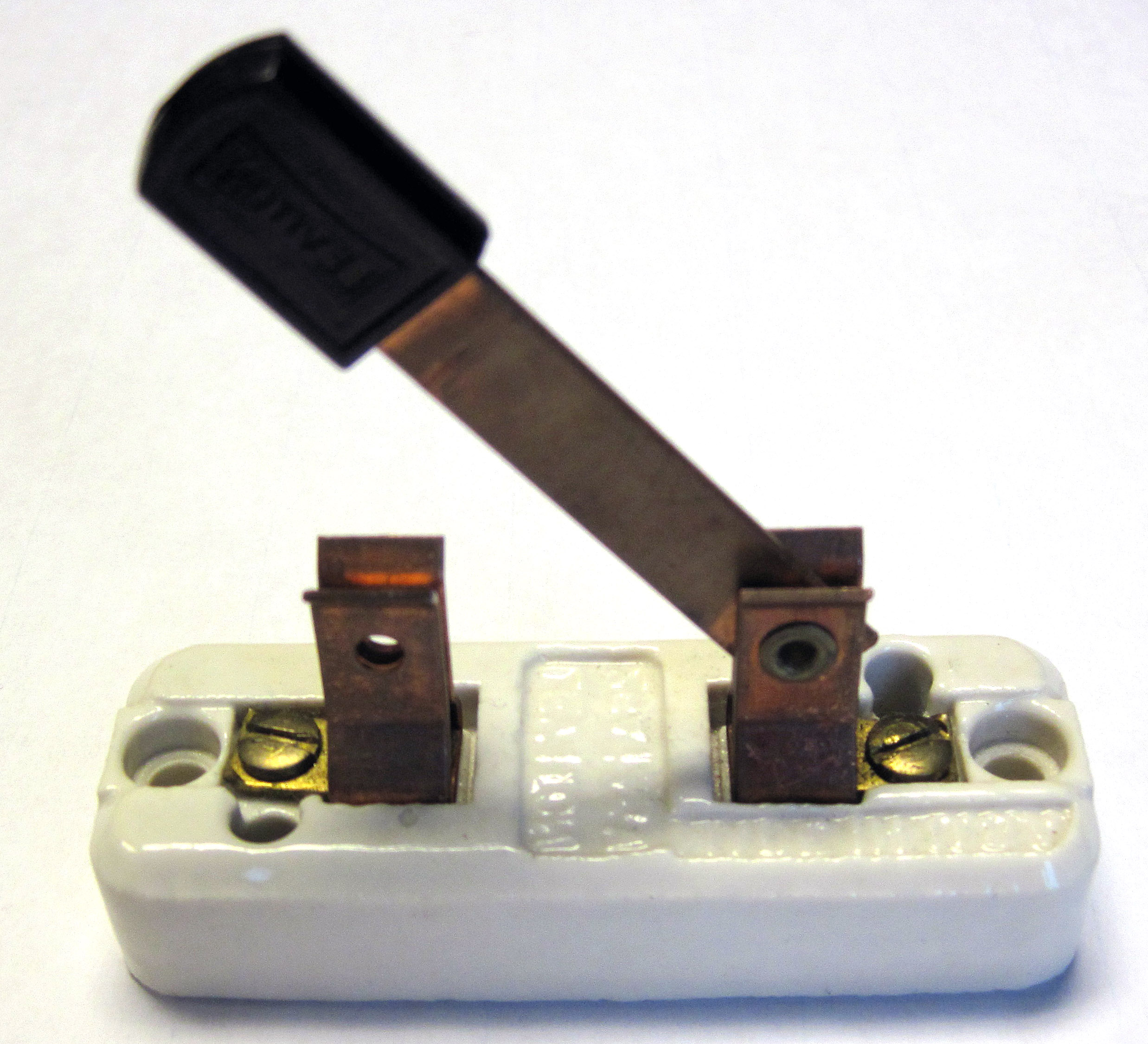
Однополюсний вимикач навантаження ножового типу (рубильник) у розімкненому стані

Вимика́ч наванта́ження (конта́ктний) (англ. (mechanical) switch) — контактний комутаційний апарат, здатний вмикати, проводити і вимикати струми під час нормальних умов у колі, втому числі під час нормованих робочих перевантажень, а також витримувати протягом нормованого часу струми під час нормованих ненормальних умов у колі, таких як коротке замикання
Вимикачі, що забезпечують функцію роз'єднання, називають вимикачами-роз'єднувачами (англ. switch-disconnector). Вимикач навантаження-роз'єднувач — вимикач навантаження, який у вимкненому положенні задовольняє вимогам з ізоляції, що нормовані для роз'єднувача.

## Застосування
Роз'єднувачі та вимикачі-роз'єднувачі застосовують у розподільних пристроях для здійснення ручних операцій вмикання/вимикання електричних кіл. Ці апарати не забезпечують захист мереж від перевантажень та коротких замикань, тому у розподільних пристроях послідовно до цих апаратів приєднують запобіжники.

## Конструкції
В залежності від конструкції, вимикачі навантаження (або вимикачі-роз'єднувачі) бувають таких типів[джерело не вказане 3416 днів]:
- поворотний вимикач (вимикач-роз'єднувач);
- кулачковий вимикач (вимикач-роз'єднувач);
- ножовий вимикач (вимикач-роз'єднувач) (його ще називають «рубильником»).

## Комбінація вимикача із запобіжником
Комбінація із запобіжником (англ. fuse-combination unit) — це апарат, у якому поєднується роз'єднувач або вимикач-роз'єднувач та запобіжник, що суттєво економить місце у розподільному пристрої та спрощує його виготовлення.
Найпоширенішими комбінаціями із запобіжниками є:
- вимикач-роз'єднувач-запобіжник (англ. switch-disconnector-fuse);
- запобіжник-вимикач-роз'єднувач (англ. fuse-switch-disconnector).

Перший є простим поєднанням комутаційного апарата з послідовно приєднаним до нього запобіжником. Другий — це спеціально сконструйований апарат, у якому роль рухомого контакту виконує вставка запобіжника.

## Керування вимикачами навантаження
Керування цими апаратами зазвичай реалізується залежними ручними операціями (англ. dependent manual operation) замикання та розмикання тобто операціями, у яких швидкісні та силові фактори операції залежать від дій оператора. Оператор повинен швидко виконувати цю операцію. На корпусах апаратів із залежними ручними операціями деякі виробники розташовують напис «Розмикати швидко» (англ. «Open quickly»). У вимикачах-роз'єднувачах-запобіжниках з метою забезпечення надійного відмикання кіл з великими струмами реалізуються незалежні ручні операції (англ. independent manual operation), у яких швидкість та сила операції не залежать від дії оператора. Сучасні вимикачі-роз'єднувачі-запобіжники завдяки великій здатності запобіжника до відмикання забезпечують ефективний захист електроустановок від коротких замикань, а завдяки швидкому розмиканню контактів та потужній дугогасній системі вимикача забезпечують відмикання значних робочих струмів (до 3000 А) та струмів перевантаження. Значення робочих струмів запобіжників-вимикачів-роз'єднувачів зазвичай не перевищує 400 А. Оскільки в цих апаратах реалізуються залежні операції розмикання, допускається й відносно повільне розмикання контактів.

## Категоризація вимикачів за стандартами IEC
Комутаційні апарати з ручним керуванням передбачають роботу у колах змінного (АС) та постійного (DC) струму. Абревіатури АС та DC входять у позначення категорій застосування цих апаратів. Додатковою літерою А позначають застосування з частими комутаціями (комутаційний ресурс — до 10 000 операцій вмикання/вимикання), літерою В — з не частими комутаціями (комутаційний ресурс — до 2 000 операцій вмикання/вимикання).
Категорії застосування комутаційних апаратів з ручним керуванням представлені нижче:
- AC-20A AC-20B З'єднання та роз'єднання без навантаги
- AC-21A AC-21B Комутація активних навантаг, у тому числі при помірних перевантаженнях
- AC-22A AC-22B Комутація змішаних активних та індуктивних навантаг, у тому числі при помірних перевантаженнях
- AC-23A AC-23B Комутація кіл з електродвигунами або з іншими високоіндуктивними навантагами
- DC-20A DC-20B З'єднання та роз'єднання без навантаження
- DC-21A DC-21B Комутація активних навантаг, у тому числі при помірних перевантаженнях
- DC-22A DC-22B Комутація змішаних активних та індуктивних навантаг (наприклад, електродвигунів паралельного збудження), у тому числі при помірних перевантаженнях
- DC-23A DC-23B Комутація кіл з двигунами (наприклад, кіл електродвигунів паралельного збудження), або з іншими високоіндуктивними навантагами.